# 昆代
昆代是哥倫比亞的城鎮，位於該國中西部，由托利馬省負責管轄，始建於1794年，面積518平方公里，海拔高度582米，2005年人口8,445，人口密度每平方公里16.3人。
4°05′N 74°40′W / 4.083°N 74.667°W